# Métamorphoses (film, 2014)
Pour les articles homonymes, voir Métamorphose.
Pour plus de détails, voir Fiche technique et Distribution.
Métamorphoses est un film français réalisé par Christophe Honoré, sorti en 2014.

## Synopsis
Devant son lycée, une fille se fait aborder par un garçon très beau, mais étrange. Elle se laisse séduire par ses histoires, sensuelles et merveilleuses, où les dieux tombent amoureux de jeunes mortels. Il lui propose de le suivre.

## Fiche technique
- Titre français : Métamorphoses
- Réalisation : Christophe Honoré
- Scénario : Christophe Honoré, d'après les Métamorphoses d'Ovide
- Photographie : André Chémétoff
- Montage : Chantal Hymans
- Décors : Samuel Deshors
- Costumes : Pascaline Chavanne
- Production : Philippe Martin
- Société de production : Les Films Pélléas, en association avec les SOFICA Cinémage 8 et Cofinova 10
- Pays de production :  France
- Langue originale : français
- Lieux de tournage : Nîmes et sa région
- Format : couleur - 2,35:1 - Dolby Digital
- Dates de sortie : 
  - Italie : septembre 2014 (Mostra de Venise)
  - France : 3 septembre 2014

## Distribution
- Amira Akili : Europe
- Sébastien Hirel : Jupiter
- Damien Chapelle : Bacchus
- Mélodie Richard : Junon
- George Babluani : Orphée
- Matthis Lebrun : Actéon
- Samantha Avrillaud : Diane
- Coralie Rouet : Io
- Carlotta Moraru : une bacchante
- David Oanea : un orphique
- Serge Picard : le policier
- Arthur Jacquin : Narcisse
- Vimala Pons : Atalante
- Erwan Ha-Kyoon Larcher : Hippomène
- Nadir Sönmez : Mercure
- Vincent Massimino : Argus
- Olivier Müller : Pan
- Myriam Guizani : Syrinx
- Gabrielle Chuiton : Baucis
- Jean Courte : Philémon
- Rachid O. : Tirésias
- Arthur Jacquin : Narcisse
- Julien Antonini : Hermaphrodite
- Marlène Saldana : Salmacis
- Yannick Guyomard : Penthée
- Jimmy Lenoir : Cadmus
- Keti Bicolli : Venus

## Distinctions
- Mostra de Venise 2014 : sélection « Giornate degli Autori » et en compétition pour le Queer Lion
- Festival de Gijón 2014 : en compétition pour le Grand Prix Asturias